# Matapa
Matapa is een geslacht van vlinders van de familie dikkopjes (Hesperiidae), uit de onderfamilie Hesperiinae.

## Soorten
- M. aria (Moore, 1865)
- M. celsina (Felder & Felder, 1867)
- M. cresta Evans, 1949
- M. druna (Moore, 1865)
- M. pseudosasivarna Lee, 1962
- M. purpurascens Elwes & Edwards, 1897
- M. sasivarna (Moore, 1865)